# Unzela japix
Unzela japix là một loài bướm đêm thuộc họ Sphingidae. Nó được tìm thấy ở México tới Amazonia.
Ấu trùng có lẽ ăn các loài Vitaceae và Dilleniaceae. Nó cũng được tìm thấy ở Pinzona coriacea và Tetracera volubilis.

## Phụ loài
- Unzela japix japix (Mexico to Amazonia, Surinam và Venezuela)
- Unzela japix discrepans Walker, 1856 (Brazil và Argentina)